# Tocata (programa de televisión)
Tocata fue un programa musical emitido por Televisión Española entre 1983 y 1987 dirigido por Mauricio Romero con guion de José Ramón Pardo. Configurado como un espacio dedicado a la música moderna, que incluía actuaciones en vivo, videoclips y entrevistas en plató, a lo largo de sus 163 emisiones contó con la presentación de periodistas como José Antonio Abellán, disc-jockeys como Eddi Calixto o cantantes como Vicky Larraz. Su conocida sintonía era una versión del tema Romantic Break del grupo barcelonés, Atlanta.

## Formato
El programa vino a ocupar el hueco en la programación musical del principal canal de Televisión Española tras la desaparición de su predecesor Aplauso. El último programa de Aplauso se emitió el 1 de enero de 1983 y meses más tarde comenzó la emisión de Tocata los martes por la tarde.

"Aplauso lo estaban haciendo otros compañeros, el director era Jose Luis Uribarri, pero yo no sé exactamente lo que pasó, que el realizador se tuvo que marchar, y yo por entonces era fijo de Televisión Española, y los jefes me llamaron y me dijeron: “Oye, tu que has hecho Popgrama y has hecho algo de música ¿por qué no te haces cargo de Aplauso?. Y yo pensé: "bueno, esto es una cosa más gorda…", porque entonces Aplauso era el programa estrella de Televisión Española, no había otras cadenas más que La 1 y La 2. Y esa misma mañana me dijeron "¡vete al plató!, y hablé con los cámaras, los mezcladores de sonido y les dije: "Mirad, me acaban de coger y sé algo de musicales, así que si me ayudáis, yo lo hago", y me dijeron que sí, que me ayudaban a empezar, y prácticamente el primer programa lo hicieron ellos y así continuamos, y eso me gustó, y ahí empecé a realizar Aplauso."
Mauricio Romero (2019) 

Sin embargo, ya desde los primeros programas, se percibió un cambio de enfoque ya que mientras Aplauso aspiraba a una audiencia mucho más amplia Tocata se diseñó específicamente para un segmento muy concreto: los jóvenes entre 15 y 25 años. Por ese motivo, y a diferencia de su antecesor, el espacio no acogió actuaciones de grupos infantiles o números de humor y la canción melódica quedó relegada a un segundo plano siguiendo también los nuevos gustos del público en los años ochenta.

"Estuvimos tres o cuatro años hasta que se cargaron el programa (Aplauso) porque resulta que Urribari estaba muy "relacionado" con Franco y su mujer, y bueno, los tiempos estaban cambiando y decidieron cortar el programa. Pero como no querían que se acabase la cuestión musical, por las casas discográficas que alimentaban Televisión Española, entonces me propusieron hacer un programa nuevo, así que cogí al guionista por aquel entonces de Aplauso, que era Jose Ramón Pardo, y los dos nos llevamos a todo el equipo del programa (...) hasta el ballet de Giorgio Aresu."
Mauricio Romero (2019) 

Frente a espacios dedicados a música más vanguardista y moderna perteneciente a la Movida Madrileña, como La Edad De Oro que se emitía en el mismo periodo a través del segundo canal de Televisión Española, los contenidos de Tocata se nutrieron de los artistas más comerciales. Por su escenario pasaron los grupos y solistas más populares y se escucharon los discos mejor situados en las listas de ventas. Su emisión coincidió con la denominada "edad de oro del pop español" y fue el pop el género más habitual en el plató del programa. Sin embargo también hubo representación de otras tendencias musicales en auge en aquel momento como el Rock, Punk, Heavy metal, Breakdance o New Romantics. Asimismo sirvió de plataforma para popularizar entre el público español el videoclip musical formato hasta entonces casi inédito entre los espectadores. Las actuaciones se realizaban en directo y con público en el plató a pie de escenario.

"Empezamos con Tocata y me dijeron que era para un verano. Pero luego empezó a funcionar y duró cuatro años de abril de 1983 a 1987. Luego vino A Tope (1987-1988). Hicimos el decorado totalmente distinto, era como semicircular y en el centro una especie de pantalla. Cuando yo terminé apareció otro programa, Rockopop (1988/1992), que lo hacía Beatriz Pécker, la hija de un locutor muy famoso, Jose Luis Pécker."
Mauricio Romero (2019) 

## Presentadores
A lo largo de sus cuatro temporadas Tocata contó con varios presentadores. Durante las primeras semanas el programa fue presentado por Mercedes Resino, una joven debutante hija de los actores Andrés Resino y Eva León, y el disc-jockey Eddi Calixto. En enero de 1984, en sustitución de Eddi Calixto, se incorporaba al programa el periodista José Antonio Abellán, procedente de Los 40 Principales, que fue el principal presentador hasta la cancelación del programa el 15 de abril de 1987.
Pocos meses después Resino fue sustituida por Silvia Abrisqueta. En la última temporada ambos compartieron la presentación con Vicky Larraz, en lo que supuso su debut como presentadora de televisión tras su salida del grupo Olé-Olé, que sustituyó a la carismática presentadora Ana Arce cuyo relevo tuvo lugar en el Tocata especial Navidad emitido el 25 de diciembre de 1985.

## Equipo Técnico
- Realización: Jorge Horacio Fernández.
- Dirección: Mauricio Romero.
- producción: Mariano Mayoral.
- Guiones: José Ramón Pardo.
- Decorado: Paco Bello.
- Efectos especiales: Manuel Alarcón, José Manuel Comino.
- Editor de video: Juan Carlos Camino.
- Cámara: Eduardo Zalduendo.
- Maquillaje: María Carmen Maderuelo.
- Técnico de sonido: Orlando Valenzuela.

## Artistas invitados
Entre los artistas que desfilaron por el escenario de Tocata figuran entre otros:
- Grupos españoles: La Unión, Hombres G, Presuntos Implicados, Danza Invisible, Cadillac, Cánovas, Pato de Goma, Los Burros, Mamá ya lo sabe, Platino, Esclarecidos, Olé Olé, La dama se esconde, Duncan Dhu, Los Elegantes, Los Rebeldes, Burning, La Frontera, Pistones, Alarma, Farmacia de Guardia, Tiernos Mancebos, Sindicato Malone, Misión Imposible, Leño, Santa, Barón Rojo, Obús, Ilegales, Siniestro Total, Los Nikis, Los Toreros Muertos, Semen Up, Orquesta Mondragón, Radio Futura, Gabinete Caligari, Nacha Pop, Los Secretos, Objetivo Birmania, Golpes Bajos, Glutamato Yé-Yé, Loquillo y los Trogloditas, Alaska y Dinarama, Azul y Negro, Aviador Dro, La Mode, Exocet, Peor Imposible, Video y Mecano.

- Solistas españoles: Vicky Larraz, Rubi, Tino Casal, Tino, Chiquetete, Juan Pardo, Miguel Bosé, Pedro Marín, Iván, Laín, Gonzalo, Adrián, Trúpita, Carlos Pérez, Luz Casal, Ariel Rot, Rosendo, Ramoncín, Miguel Ríos y Charol.

- Grupos extranjeros: A-ha, Alphaville, Bad Boys Blue, Bandolero, Depeche Mode, Duran Duran, Erasure, Fine Young Cannibals, Heaven 17, Human League, Iron Maiden, Level 42, Mel & Kim, Modern Talking, Pet Shop Boys, Talking Heads, The Alan Parsons Project, The Communards, The Pretenders, Simply Red,  Scorpions, Spandau Ballet, W.A.S.P., Wax o ZZ Top.

- Solistas extranjeros: Tina Turner, Elton John, Matt Bianco, C.C. Catch, Baltimora, Olivia Newton-John, Robert Palmer, M.C. Hammer, Sinitta, Franco Battiato, Gary Low, Alan Cook, George Michael, Luis Miguel

## Premios
- Premio TP de Oro al Mejor programa musical y de entretenimiento (1985).